# Зубов Опанас Миколайович
Опанас Миколайович Зубов (1738 , Російська імперія  — 22 лютого (6 березня) 1822 , Межищі, Муромський повітd, Владимирська губернія, Російська імперія ) — правитель Курського намісництва у 1782—1791 роках.
Походить із роду Зубових. Син Миколи Васильовича Зубова (1699—1776) і його першої дружини Тетяни Олексіївни Трегубової. Брат графа Олександра Миколайовича Зубова і дядько князя Платона Зубова, останнього фаворита Катерини II, якому і зобов'язаний своїм піднесенням.
У 1753 році закінчив Перший шляхетський корпус і вступив у Кінний лейбгвардії полк (капрал, ротний квартирмейстер, вахмістр). Із 1754 року служив у чині капітана в Гренадерському полку, в 1760 році проведений в підполковники. Під час Семирічної війни 1756—1763 років брав участь у боях при Грос-Егерсдорфі, Цорндорфі, Палцигу і Кюстріним, був двічі поранений.
У 1761 році перейшов на цивільну службу. Воєвода в Пензі (1761—1765), статський радник 3-го департаменту Юстиц-колегії (1765—1772), потім на службі в Саратовській соляній конторі.
У 1778 році купив маєток у Муромському повіті і був обраний повітовим предводителем дворянства. У 1779—1782 роках поручик правителя Тамбовського намісництва. У 1782—1791 роках правитель Курського намісництва.
Нагороджений орденом Святого Володимира ІІ ступеня (1787). Таємний радник (1791). Сенатор (1794).
Після виходу у відставку жив у своєму селі Межищі у Муромському повіті. Помер 22 лютого 1822 року. Похований у Муромі в Спаському монастирі.